# Esteribar
Esteríbar (baskisch Esteribar, regional Esteriber) ist eine Gemeinde im baskischen Teil der Autonomen Gemeinschaft Navarra. Die Gemeinde besteht aus mehreren Ortschaften die im gleichnamigen Pyrenäental liegen.
Die Gemeinde und Tal Esteríbar erstreckt sich entlang des Rio Arga und besteht aus 31 Ortsteilen, von denen aber inzwischen nicht mehr alle bewohnt sind. Hauptort und mit Sitz der Verwaltung ist Zubiri. Er liegt in etwa in der Mitte des Tales Esteríbar. Die größeren Orte sind Eugui im oberen Teil des Tales sowie Larrasoaña und Urdaniz, von Zubiri talabwärts gelegen. Larrasoaña war bis ins 20. Jahrhundert eine selbstständige Gemeinde. Der am nächsten Richtung Pamplona liegende Ort Olloqui, hat in den letzten Jahren eine rege Bautätigkeit erlebt, mit jetzt vielen Villen und Stadthäuser.
Die folgen Orte haben eine eigene Ortsvertretung: Eugui (Eugi), Imbuluzqueta (Inbuluzketa), Iragui (Iragi), Larrasoaña, Leránoz (Leranotz), Saigós (Saigots), Sarasíbar (Sarasibar), Urdániz (Urdaitz/Urdaniz), Zabaldica (Zabaldika) und Zubiri. Keine eigene Ortsvertretung haben die Orte Agorreta, Aquerreta (Akerreta), Arleta, Erreà, Ezquíroz (Ezkirotz), Guenduláin (Gendulain), Idoy (Idoi), Ilárraz (Ilarratz), Ilúrdoz (Ilurdotz), Iroz (Irotz), Irure, Olloqui (Olloki), Ostériz (Osteritz), Setoáin (Setoain), Urtasun und Zuriáin (Zuriain). Ohne Bevölkerung sind inzwischen die Orte Belzunegui (Beltzunegi), Idoyeta (Idoieta) und Zay (Zai).

## Geschichte
Das Tal Esteríbar wurde traditionell als Durchgangsweg zwischen Frankreich und der Iberischen Halbinsel über die Pyrenäen genutzt. Dieser relativ einfache Weg führt aus dem Becken von Pamplona über Esteibar entlang des Rio Arga ins Tal von Erro und weiter über den Ibañeta Pass nach Frankreich. Es wird angenommen, dass bereits die Kelten zur Zeit der Völkerwanderung diese Route nahmen. Später führte durch das Tal die Römerstraße Astorga-Bordeaux. Im Mittelalter wurde die Römerstraße Teil des Jakobsweges Camino de Santiago. Den Höhepunkt erreichte das Pilgerwesen im 12. Jahrhundert, als es im Tal von Esteríbar mehrere Pilgerherbergen und Hospize gab.

Die erste schriftliche Erwähnung des Tales Esteríbar findet sich datiert auf das Jahr 1066 anlässlich einer Schenkung an das Kloster von Leyre durch das Kloster San Agustin de Larrasoaña.
In der frühen Neuzeit ist der Hauptort des Tales Aquerreta, in dem auch das Rathaus stand und wo der jeweilige Bürgermeister, der im Rotationsverfahren von den einzelnen Dörfern gestellt wurde, residierte.

Mit der Verwaltungsreform des 19. Jahrhunderts erhält das Tal den Status einer Gemeinde. Zubri, mit seiner zentralen Lage und der größten Bevölkerung, wird der Hauptort mit Sitz der Verwaltung. Obwohl inmitten des Tals gelegen, besteht Larrasoaña bis ins 20. Jahrhundert als unabhängige Gemeinde, bevor es 1928 Teil von Esteríbar wird. Vermutlich entstand der Ort im 10. Jahrhundert um das Kloster San Agustin de Larrasoain. Bereits 1212 wird Larrasoaña als eine gute Stadt erwähnt.

Ein weiterer Ort im Tal kann auf eine bewegte Geschichte zurückblicken, Eugui. Hier wurde 1535 eine Munitionsfabrik gegründet, die bis ins 18. Jahrhundert bestand. Im Jahr 1930 wurde in der Nähe der alten Fabrik das größte Magnesit-Vorkommen Europas entdeckt, das ab dem Jahre 1945 abgebaut wurde. Dieser Abbau und der 1970 angelegte Stausee (Eugui Reservoir ) zur Wasserversorgung Pamplonas haben die Landschaft radikal veränderte.